# Томаш Галасек
Томаш Галасек (чеськ. Tomáš Galásek, нар. 15 січня 1973, Фрідек-Містек, Чехословаччина) — колишній чеський футболіст, що грав на позиції півзахисника. Виступав за національну збірну Чехії.
Дворазовий чемпіон Нідерландів. Дворазовий володар Кубка Нідерландів. Дворазовий володар Суперкубка Нідерландів. Володар Кубка Німеччини.

## Клубна кар'єра
Вихованець футбольної школи клубу «Банік». Дорослу футбольну кар'єру розпочав 1991 року в основній команді того ж клубу, в якій провів п'ять сезонів, взявши участь у 121 матчі чемпіонату.
Протягом 1996—2000 років захищав кольори команди клубу «Віллем II».
Своєю грою за останню команду привернув увагу представників тренерського штабу клубу «Аякс», до складу якого приєднався 2000 року. Відіграв за команду з Амстердама наступні шість сезонів своєї ігрової кар'єри. Більшість часу, проведеного у складі «Аякса», був основним гравцем команди. За цей час двічі виборював титул чемпіона Нідерландів, ставав володарем кубка Нідерландів (також двічі), володарем Суперкубка Нідерландів (двічі).
Згодом з 2006 по 2009 рік грав у складі наступних клубів: «Нюрнберг», «Банік» та «Боруссія» (Менхенгладбах). Протягом цих років додав до переліку своїх трофеїв титул володаря кубка Німеччини.
Завершив професійну ігрову кар'єру у нижчоліговому німецькому «Ерланген-Брук», за команду якого виступав протягом 2009—2011 років.

## Виступи за збірну
1995 року дебютував в офіційних матчах у складі національної збірної Чехії. Протягом кар'єри у національній команді, яка тривала 14 років, провів у формі головної команди країни 69 матчів, забивши один гол.
У складі збірної був учасником чемпіонату Європи 2004 року у Португалії, чемпіонату світу 2006 року у Німеччині, на якому був капітаном команди, чемпіонату Європи 2008 року в Австрії та Швейцарії.

## Статистика виступів

### Статистика клубних виступів
| Сезон                     | Команда                   | Чемпіонат      | Чемпіонат | Чемпіонат | Національний кубок | Національний кубок | Національний кубок | Континентальні кубки | Континентальні кубки | Континентальні кубки | Інші змагання           | Інші змагання | Інші змагання | Усього | Усього |
| Сезон                     | Команда                   | Ліга           | Ігор      | Голів     | Ліга               | Ігор               | Голів              | Ліга                 | Ігор                 | Голів                | Ліга                    | Ігор          | Голів         | Ігор   | Голів  |
| ------------------------- | ------------------------- | -------------- | --------- | --------- | ------------------ | ------------------ | ------------------ | -------------------- | -------------------- | -------------------- | ----------------------- | ------------- | ------------- | ------ | ------ |
| 1991–92                   | «Банік»                   | 1Л             | 10        | 0         | КЧС                | ?                  | ?                  | КВК                  | 2                    | 0                    | -                       | -             | -             | ?      | ?      |
| 1992–93                   | «Банік»                   | 1Л             | 30        | 1         | КЧС                | ?                  | ?                  | -                    | -                    | -                    | -                       | -             | -             | ?      | ?      |
| 1993–94                   | «Банік»                   | 1Л             | 30        | 0         | КЧС                | 4                  | 0                  | -                    | -                    | -                    | -                       | -             | -             | 34     | 0      |
| 1994–95                   | «Банік»                   | 1Л             | 25        | 3         | КЧС                | 3                  | 2                  | -                    | -                    | -                    | -                       | -             | -             | 28     | 5      |
| 1995–96                   | «Банік»                   | 1Л             | 26        | 5         | КЧС                | 3                  | 1                  | -                    | -                    | -                    | -                       | -             | -             | 29     | 6      |
| 1996–97                   | «Віллем II»               | Е              | 16        | 0         | КН                 | ?                  | ?                  | -                    | -                    | -                    | -                       | -             | -             | ?      | ?      |
| 1997–98                   | «Віллем II»               | Е              | 31        | 3         | КН                 | ?                  | ?                  | -                    | -                    | -                    | -                       | -             | -             | ?      | ?      |
| 1998–99                   | «Віллем II»               | Е              | 32        | 5         | КН                 | ?                  | ?                  | КУЄФА                | 4                    | 0                    | -                       | -             | -             | ?      | ?      |
| 1999–00                   | «Віллем II»               | Е              | 31        | 3         | КН                 | ?                  | ?                  | ЛЧ                   | 5                    | 0                    | -                       | -             | -             | ?      | ?      |
| Усього за «Віллем II»     | Усього за «Віллем II»     |                | 110       | 11        |                    | ?                  | ?                  |                      | 9                    | 0                    |                         | -             | -             | ?      | ?      |
| 2000–01                   | «Аякс»                    | Е              | 33        | 7         | КН                 | 1                  | 1                  | КУЄФА                | 3                    | 0                    | -                       | -             | -             | 37     | 8      |
| 2001–02                   | «Аякс»                    | Е              | 23        | 1         | КН                 | 4                  | 1                  | ЛЧ + КУЄФА           | 1                    | 0                    | -                       | -             | -             | 28     | 2      |
| 2002–03                   | «Аякс»                    | Е              | 30        | 5         | КН                 | 1                  | 0                  | ЛЧ                   | 12                   | 0                    | СКН                     | 1             | 0             | 43     | 5      |
| 2003–04                   | «Аякс»                    | Е              | 29        | 4         | КН                 | -                  | -                  | ЛЧ                   | 6                    | 1                    | -                       | -             | -             | 35     | 5      |
| 2004–05                   | «Аякс»                    | Е              | 13        | 2         | КН                 | -                  | -                  | ЛЧ + КУЄФА           | 3                    | 1                    | СКН                     | 1             | 0             | 17     | 3      |
| 2005–06                   | «Аякс»                    | Е              | 26        | 4         | КН                 | 4                  | 0                  | ЛЧ                   | 6                    | 0                    | СКН + Плей-оф Ередивізі | 5             | 0             | 41     | 4      |
| Усього за «Аякс»          | Усього за «Аякс»          |                | 154       | 23        |                    | 10                 | 2                  |                      | 31                   | 2                    |                         | 7             | 0             | 201    | 27     |
| 2006–07                   | «Нюрнберг»                | БЛ             | 32        | 2         | КН                 | 6                  | 1                  | -                    | -                    | -                    | -                       | -             | -             | 38     | 3      |
| 2007–08                   | «Нюрнберг»                | БЛ             | 31        | 2         | КН                 | 2                  | 0                  | КУЄФА                | 8                    | 0                    | КЛ                      | 1             | 0             | 42     | 2      |
| Усього за «Нюрнберг»      | Усього за «Нюрнберг»      |                | 63        | 4         |                    | 8                  | 1                  |                      | 8                    | 0                    |                         | 1             | 0             | 80     | 5      |
| 2008-січ. 2009            | «Банік»                   | ГЛ             | 14        | 0         | КЧ                 | 1                  | 0                  | КУЄФА                | 2                    | 0                    | -                       | -             | -             | 17     | 0      |
| Усього за «Банік»         | Усього за «Банік»         |                | 135       | 9         |                    | ?                  | ?                  |                      | 4                    | 0                    |                         | -             | -             | ?      | ?      |
| січ.-лип. 2009            | «Боруссія» М              | БЛ             | 15        | 0         | КН                 | -                  | -                  | -                    | -                    | -                    | -                       | -             | -             | 15     | 0      |
| 2009–10                   | «Ерланген-Брук»           | Баварська ліга | 16        | 1         | -                  | -                  | -                  | -                    | -                    | -                    | -                       | -             | -             | 16     | 1      |
| 2010–11                   | «Ерланген-Брук»           | БЛ             | 12        | 2         | -                  | -                  | -                  | -                    | -                    | -                    | -                       | -             | -             | 12     | 2      |
| 2011–12                   | «Ерланген-Брук»           | БЛ             | 6         | 0         | -                  | -                  | -                  | -                    | -                    | -                    | -                       | -             | -             | 6      | 0      |
| Усього за «Ерланген-Брук» | Усього за «Ерланген-Брук» |                | 34        | 3         |                    | -                  | -                  |                      | -                    | -                    |                         | -             | -             | 34     | 3      |
| Усього за кар'єру         | Усього за кар'єру         |                | 511       | 50        |                    | ?                  | ?                  |                      | 52                   | 2                    |                         | 8             | 0             | ?      | ?      |

## Досягнення
- Чемпіон Нідерландів (2):

«Аякс»: 2001–2002, 2003–2004
- Володар Кубка Нідерландів (2):

«Аякс»: 2001–2002, 2005–2006
- Володар Суперкубка Нідерландів (2):

«Аякс»: 2002, 2005
- Володар Кубка Німеччини (1):

«Нюрнберг»: 2006–2007